# フォテムスチン
フォテムスチン(Fotemustine)は、転移性の悪性黒色腫の治療に用いられているニトロソウレア系のアルキル化剤である。ある研究では、フォテムスチンはダカルバジンと比べて、播種性の皮膚悪性黒色腫の治療における奏功率は高まるが、生存率は改善しないとの結果が出ている。生存期間の中央値は、フォテムスチンで7.3ヶ月、ダカルバジンで5.6ヶ月である。また、フォテムスチンは毒性も持つ。主な毒性は、好中球減少症（ダカルバジンの5%に対して51%）と血小板減少症（ダカルバジンの6%に対して43%）である。